# 伊瓦诺·扎西奥
伊瓦诺·扎西奥（義大利語：Ivano Zasio，1973年4月6日—），意大利男子赛艇运动员。他曾代表意大利参加世界赛艇锦标赛，获得一枚金牌和二枚银牌。他也曾参加1996年夏季奥运会。